# زمین‌لرزه ۱۹۶۷ کویناناگار
زمین‌لرزه کویناناگار  در تاریخ ۱۰ دسامبر ۱۹۶۷ میلادی، برابر با ‎۱۹ آذر ۱۳۴۶، ساعت ۲۲:۵۱:۲۱ به زمان یوتی‌سی در هند ، منطقه کویناناگار رخ داد. ژرفای این زلزله ۴٫۵ کیلومتر بود. بزرگی آن ۶٫۳ در مقیاس Mw اعلام شده‌است. زمین‌لرزه به وقت محلی در روز دوشنبه، ساعت ۳٫۵ روی داده و منطقه زمانی آن یوتی‌سی +۵٫۵ بوده‌است .
سازمان زمین‌شناسی آمریکا نیز جای این زمین‌لرزه را در مختصات ۱۷°۴۲′شمالی ۷۳°۵۴′شرقی / ۱۷٫۷°شمالی ۷۳٫۹°شرقی و بزرگی آنرا برابر با ۶٫۵ در مقیاس ریشتر اعلام کرده‌است. ژرفای گزارش شده از سوی این سازمان ۳۳ کیلومتر می‌باشد.
شمار کشتگان زلزله حدود ۱۸۰ نفر بوده‌است.تعداد زخمیان ۲۲۷۲ نفر برآورده شده‌است.